# Stekelige korstkogelzwam
De stekelige korstkogelzwam (Eutypa spinosa) is een schimmel die behoort tot de familie Diatrypaceae. Het is een necrofiele parasiet op op hout en schors van loofbomen, voornamelijk Fagus.

## Kenmerken
Het vormt een uitgestrekte zwarte korst op dood hout. Het is dicht bezet met talloze gegroefde stekeljes. De ascosporen meten zijn gekromd, hyaliene en meten 6-8 µm.

## Verspreiding
In Nederland komt de stekelige korstkogelzwam vrij zeldzaam voor.